# Brăești (Iași)
Brăeşti es una comuna ubicada en el distrito de Iași, Rumania.

## Superficie
Cuenta con una superficie de 54,85 kilómetros cuadrados.

## Demografía
Hasta 2021 la población era de 3135 habitantes, con una densidad de población de 57,16 habitantes por kilómetro cuadrado.